# 巴克蒂
奉爱（羅馬化：Bhakti）；又译为信爱、奉献、虔信、信、虔敬、忠诚，音译爲巴克蒂、巴克提、薄帝、薄克帝；在印度教中指对最高神祇三相神的虔诚信仰、尊敬供养的传统；印度文化圈内的伊斯兰教、基督教、上座部佛教、耆那教、锡克教也吸收了这个词语，如东南亚上座部佛教将佛弟子对佛陀、阿罗汉聖者的虔信称爲“薄帝”。

## 词源
的词根bhak-来自bhaj-（<*bhag-），义爲分享、参与。它还包含了依恋、皈依、虔信、奉献、忠诚、崇敬等含义。

## 巴克提运动
12世纪穆斯林统治者入主印度後，印度教受到伊斯兰教的影响，产生了奉愛運動，最早兴起于印度南部，代表人物爲罗摩奴阇。他强调奎师那（黑天，毗湿奴的化身）的至高地位以及对祂的崇信，提出奉愛不被業報或分別智污染。13世纪後，奉爱运动遍佈全印，代表人物羅摩難陀、迦比羅和遮曇若大勝主。羅摩難陀強調任何信仰奎師那者都能獲得解脫；迦比羅出生於穆斯林家庭，他的參與則旨在消除印度教与伊斯兰教的对立；遮曇若甚至被視為奎師那的真身，他的理论摄取和统合了多方的观点。奉愛運動的主导者和信奉者被称为“奉爱派”（巴克提派）。
奉愛和奉愛運動的影響至今仍在，遮曇若在奉愛運動中提出的種種觀點以使徒傳系（Śri-sampradāya）的方式传承至今，以国际奎师那知觉协会主要传承者。

## 巴克提瑜伽
瑜伽当中有一种“巴克提瑜伽”，意译爲奉爱瑜伽、信爱瑜伽、信瑜伽等，即强调以奉爱的修行接近梵与神祇。